# Neînfricată (film)
Neînfricată (engleză Brave) este un film de animație din anul 2012 produs de studiourile Pixar și lansat de Walt Disney Pictures. Este regizat de Mark Andrews și Brenda Chapman, dar și co-regizat de Steve Purcell.
Premiera românească a avut loc pe 17 august 2012, atât în varianta 3D dublată și subtitrată, filmul fiind disponibil din 12 decembrie 2012 pe DVD și Blu-Ray.

## Acțiune
Brave este povestea încăpățânatei prințese Merida, fiica Regelui Fergus și a Reginei Elinor, o arcașă iscusită și o fire războinică. Merida sfidează un obicei vechi de când lumea, stabilit de regii scoțieni, iar acțiunile ei provoacă haos și furie în întregul regat. Atunci când prințesa cere ajutorul unei vrăjitoare pentru a-și îndeplini dorința, un blestem cumplit se abate asupra familiei regale. Astfel, Merida luptă pentru a dezlega blestemul înainte să fie prea târziu, pe parcurs devenind o eroină.

## Legături externe
- Site web oficial
- Brave la Box Office Mojo
- Brave la Metacritic
- Brave la Rotten Tomatoes
- Brave pe site-ul The Big Cartoon DataBase
- The Legend of Mor'du pe site-ul The Big Cartoon DataBase
- Brave la Internet Movie Database
- Brave la TCM Movie Database